# BG Bank
BG Bank è stata una divisione di Danske Bank A/S fino alla chiusura del 2007 e come banca indipendente era considerata la terza più grande della Danimarca.

## Storia
BG Bank ebbe radici da Bikuben e GiroBank A/S, che si fusero nel 1995 e divennero BG Bank A/S.
BG Bank A/S si è fusa con Realkredit Danmark nel 1998. È stata costituita una holding mista Kapital Holding A/S, che in seguito è diventata RealDanmark A/S. 
Il 2 ottobre 2000, Danske Bank e RealDanmark hanno annunciato una borsa valori comune e in un comunicato stampa che i consigli di amministrazione delle due società avevano raccomandato una fusione. La fusione è stata approvata dalle assemblee generali ordinarie di Danske Bank e RealDanmark alla fine di marzo 2001 e ha avuto efficacia dal 1º gennaio dello stesso anno.
In pratica, Realkredit Danmark è oggi una società per azioni indipendente, mentre BG Bank ha agito come marchio indipendente ("brand"), ma con un'organizzazione e una tecnologia di base identiche a Danske Bank. 
Danske Bank ha annunciato il 31 gennaio 2007 che BG Bank sarebbe scomparsa come banca indipendente con effetto dal 10 aprile 2007. La maggior parte delle filiali di BG Bank sono state trasformate in Danske Bank e il resto è stato chiuso. Ciò è accaduto dopo che Søren Kaare-Andersen, che in precedenza era stato responsabile del marchio BG, si è trasferito alla Roskilde Bank.